# Opération Mongoose
L'opération Mongoose (terme anglais désignant une mangouste), aussi appelée « The Cuban Project », est une opération de la Central Intelligence Agency (CIA) et du département de la Défense des États-Unis (DoD) ayant pour objectif le sabotage et la destitution du gouvernement cubain de Fidel Castro. Initiée par l'administration du président Dwight D. Eisenhower, l'opération est autorisée le 30 novembre 1961 par John F. Kennedy, après l'échec du débarquement de la Baie de cochons.

## Contexte
L'opération Mongoose intervient en pleine Guerre froide, moins de deux ans après le triomphe de la révolution cubaine et l'arrivée au pouvoir de Fidel Castro. Depuis le 1er janvier 1959 et la fuite du dictateur cubain Fulgencio Batista, l'île est aux mains des guérilleros qui ne tardent pas à menacer les intérêts des États-Unis à travers la mise en place d'un régime socialiste dans l'État insulaire, autrefois considéré comme un véritable « protectorat américain ».
John F. Kennedy est élu 35e président des États-Unis en janvier 1961. Il hérite des préoccupations de l'administration précédente concernant les nationalisations en cours à Cuba, mais également du plan d'invasion visant à renverser le nouveau gouvernement communiste de Castro à l'aide d'exilés cubains entraînés et formés aux États-Unis. Le débarquement a lieu le 17 avril 1961 et se solde par un échec total.  
Les milieux conservateurs et profondément anti-communistes reprochent à Kennedy de ne pas avoir soutenu ce plan et de l'avoir ainsi mené à l'échec. 
Les chefs d'état-major du département de la Défense voyaient dans ce projet un motif possible pouvant justifier une intervention armée américaine à Cuba. Ils demandent la responsabilité du projet au secrétaire à la Défense tout en laissant le contrôle au procureur général Robert Kennedy. Toutes les opérations sont basées sur l'estimation par l'administration américaine d'une grave coercition à l'intérieur de Cuba et sur le fait que le régime en place sert de tête de pont aux autres mouvements communistes en Amérique. 

## Généralités
En novembre 1961, la proposition d'une vaste opération de déstabilisation du régime cubain est soumise à l'approbation du président John F. Kennedy. Les contours du projet ont été développés par le conseiller Richard N. Goodwin, le procureur général Robert F. Kennedy et le général Edward G. Lansdale, qui est chargé de la coordination entre les services de la CIA et ceux du département de la Défense (DoD),,.
L'opération est supervisée par un comité nouvellement remanié, le Special Group (Augmented) (SGA), composé notamment de John McCone (directeur de la CIA), McGeorge Bundy (conseiller à la sécurité nationale), Robert Kennedy (procureur général) et du général Maxwell Taylor. La direction du projet est confiée au général Lansdale, spécialiste de la contre-insurrection qui s'est illustré aux Philippines et au Vietnam. Il transmet ses instructions depuis un quartier-général établi à Washington,, tandis qu'une seconde base opérationnelle est mise en place à Miami (nom de code JM/WAVE) , abritant le personnel de la CIA mobilisé pour l'opération Mongoose. L'unité spéciale (Task Force W), dirigée par Willam Harvey, réunit environ quatre cents personnes,.
Le plan de Lansdale repose en grande partie sur l'infiltration progressive de la société cubaine, au travers d'actions clandestines préparées et coordonnées au centre des opérations de Miami. Plutôt que de recourir à des agents américains, il privilégie le soutien et la formation d'exilés cubains hostiles à Castro pour créer un mouvement contestataire susceptible de renverser son gouvernement. Le déroulement de l'opération est divisé en six phases, la dernière étant l'établissement d'un nouveau gouvernement en octobre 1962,. 

## Déroulement
L'opération comporte plus de 30 plans, dont plusieurs sont mis en pratique. Ces plans différent dans leurs intentions et leur efficacité. Propagande, perturbations du gouvernement et de l'économie cubaine, utilisation des bérets verts américains, destruction des récoltes sucrières cubaines en passant par le minage des ports,. 
Les six phases de l'opération sont présentées le 20 février 1962 par le général Edward Lansdale, spécialiste de la contre-insurrection, sous le contrôle du procureur général Robert Kennedy. Le 16 mars 1962, le président Kennedy est informé des grandes lignes des opérations politiques, psychologiques, militaires, de sabotage, de renseignements et sur les tentatives d'assassinat des principaux dirigeants politiques.
Chaque mois qui suit voit la mise en place de nouvelles techniques pour déstabiliser un peu plus le régime communiste, publication de photographies contre Castro, armement des groupes d'opposants, construction de bases de guérilla à travers le pays et préparatifs pour une intervention militaire à Cuba en octobre.
Selon le rapport de la commission Church, il est rapporté que plusieurs plans furent conçus par la CIA afin d'assassiner Castro. Ces plans incluent l'utilisation d'une poudre conçue pour faire tomber la barbe de Castro, une tenue de plongée sous-marine empoisonnée, l'utilisation de cigares piégés ou encore le placement de coquillages explosifs sur les sites de plongée favoris de Castro.
L'opération Northwoods, datant de 1962 et qui n'a pas dépassé le stade de la planification, prévoit l'utilisation d'actions false flag, attaques ou simulations d'attaques contre des exilés cubains, d'objectifs militaires américains ou encore contre des avions civils cubains. Tout ceci dans le but de justifier une opération militaire à Cuba.
L'opération est suspendue le 3 octobre 1962, le gouvernement américain s'étant engagé devant l’Union soviétique, lors des négociations qui accompagnent la crise des missiles, à ne plus tenter d’envahir Cuba. Une dizaine d’équipes de saboteurs sont rappelées. Malgré cette suspension, une équipe de 6 hommes de la CIA fait exploser une usine cubaine le 8 novembre 1962.

## Conséquences
Cette opération joue un rôle prépondérant dans les évènements qui débouchent sur la crise des missiles de Cuba en 1962.
Initialement, l'opération doit déboucher en octobre 1962 sur une révolte ouverte et au renversement du régime communiste. Il est le point culminant de la crise des missiles de Cuba, lors de laquelle les États-Unis et l'URSS sont près d'une guerre nucléaire et dont la cause est l'installation de missiles soviétiques sur l'île de Cuba.
L'opération et le débarquement sont reconnus comme autant d'échecs de la politique américaine à Cuba.

## Critiques
Selon Noam Chomsky en 1989, l'opération Mongoose « gagne le prix de la plus grande entreprise isolée de terrorisme international au monde ». Toujours selon l'auteur, elle avait un budget de 50 millions de dollars par an, employait 2 500 personnes dont environ 500 Américains, et resta malgré tout secrète pendant 14 années, de 1961 à 1975. Elle fut révélée en partie par la Commission Church au Sénat américain et en partie « par de bonnes enquêtes journalistiques ». « Voici donc une opération terroriste qui aurait pu déclencher un conflit nucléaire. » (à cause de ses activités lors de la crise des missiles de Cuba en 1962). Selon lui, « il se peut que l'opération soit toujours en cours [1989], mais elle a certainement duré tout au long des années 70. »